# Chico (Kalifornija)
Chico je grad u američkoj saveznoj državi Kalifornija. Prema popisu stanovništva iz 2010. u njemu je živjelo 86,187 stanovnika.